# Dariusz Suska

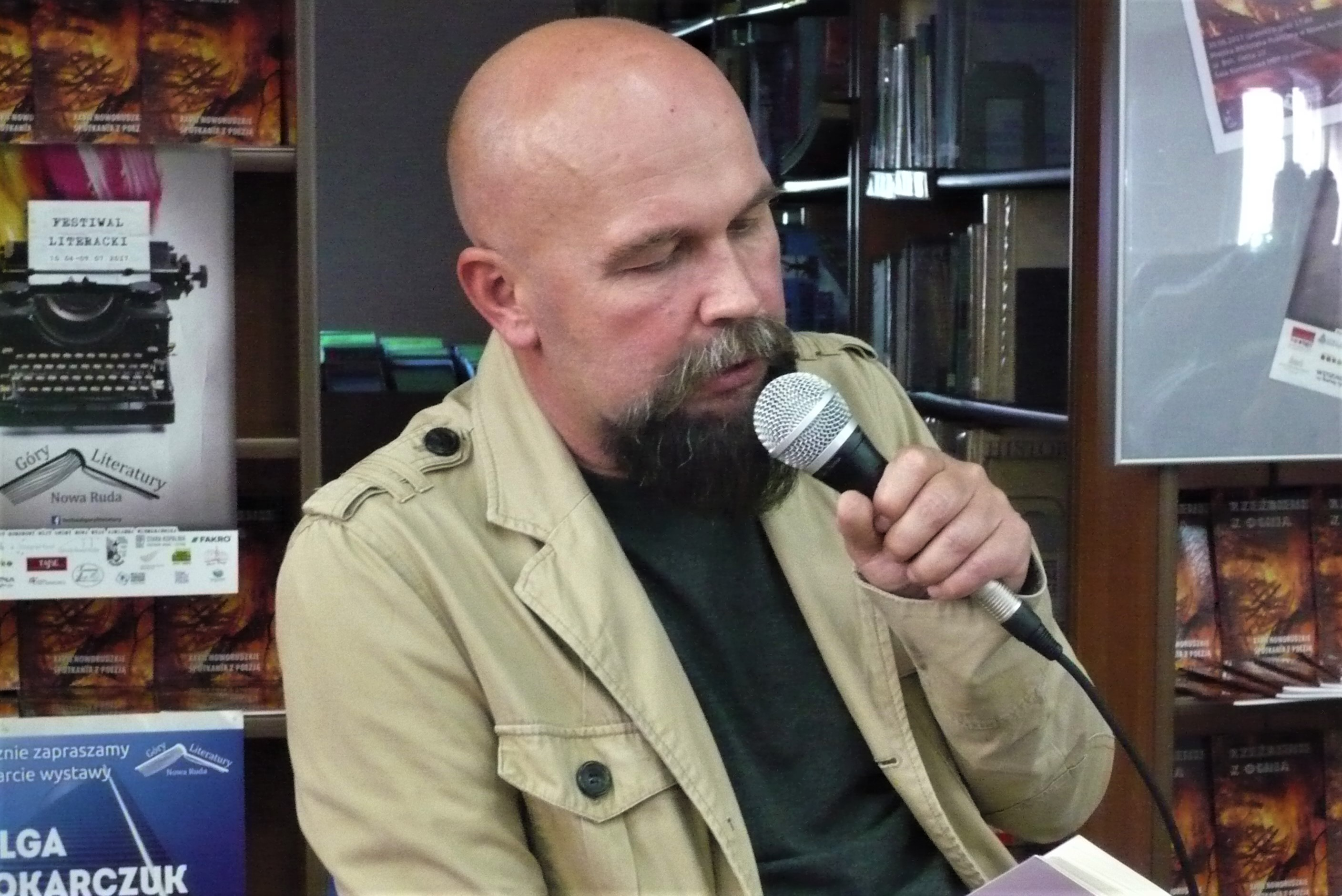
Dariusz Suska w Nowej Rudzie

Dariusz Suska (ur. 3 czerwca 1968 w Złotoryi) – polski poeta.
Absolwent wydziału Fizyki Uniwersytetu Wrocławskiego. Jego książki Wszyscy nasi drodzy zakopani i Cała w Piachu były w 2001 i 2005 roku nominowane do Nagrody Literackiej Nike a Duchy dni były nominowane w 2013 roku do Nagrody Poetyckiej Orfeusz, do Wrocławskiej Nagrody Poetyckiej „Silesius” oraz do Nagrody Literackiej Gdynia. Tom Ściszone nagle życie był w 2017 nominowany do Wrocławskiej Nagrody Poetyckiej „Silesius”, do Nagrody Literackiej m.st. Warszawy, do Nagrody Poetyckiej Orfeusz (finał nagrody) oraz do Nagrody Literackiej Gdynia. Mieszka w Warszawie.
Wiersze Suski często poruszają temat śmierci, zwłaszcza śmierci zwierząt, a przy tym chętnie przedstawiają świat z perspektywy dziecka. W Duchach dni widać jednak świadomy wysiłek na rzecz odejścia od poetyki, do jakiej Suska przyzwyczaił czytelnika.

## Wydał
- Rzeczy, które były światem, Zebra, Kraków 1992.
- DB 6160221, Zebra, Kraków, 1998.
- Wszyscy nasi drodzy zakopani, Czarna Lampa, Warszawa – Wołowiec 2000.
- Cała w piachu, Czarne, Wołowiec 2004.
- Czysta ziemia 1998-2008, Biuro Literackie, Wrocław 2008.
- Duchy dni, Biuro Literackie, Wrocław 2012.
- Ściszone nagle życie, Znak, Kraków 2016.
- W samym środku zimy. Wybór wierszy (wybór i posłowie Paweł Mackiewicz), WBPiCAK, Poznań 2018.